# Фуджулей
Фуджулей (на китайски: 復株累; на пинин: Fùzhūléi) е шанюй на хунну, управлявал в периода 31 – 20 година пр.н.е.

## Живот
Той е син и пряк наследник на шанюя Хухансие, който през 52 година пр.н.е. става васал на империята Хан. През целия си живот Фуджулей управлява като васал на китайците, като през 25 година пр.н.е. лично се явява пред императора.
Фуджулей умира през 20 година пр.н.е. и е наследен от своя по-малък брат Соусие.